# Тяньгун-1
Тяньгун-1, або Тянгун-1 (кит. кит.: 天宫一号, Tiāngōng yīhào, «Небесний палац-1») — перша китайська орбітальна станція, що призначена для відпрацювання технологій зближення і стикування космічних апаратів. Вперше в китайській космічній програмі, здійснено стикування: «Тяньгун-1» був зістикований з безпілотним космічним апаратом «Шеньчжоу-8».
Модель станції вперше було продемонстровано 25 січня 2009 року на центральному телебаченні Китаю. Станцію було запущено в космос 29 вересня 2011. За весь час її роботи станцію відвідали шість космонавтів, у тому числі перша китайська жінка, яка побувала в космосі. Наприкінці березня 2016 року станція припинила функціонувати, наземний центр управління польоту втратив над нею контроль. Падіння станції на Землю відбулося 2 квітня 2018 року. Станція увійшла в шари атмосфери над центральними і південними районами Тихого океану, велика частина уламків згоріла в атмосфері.

## Технічні дані

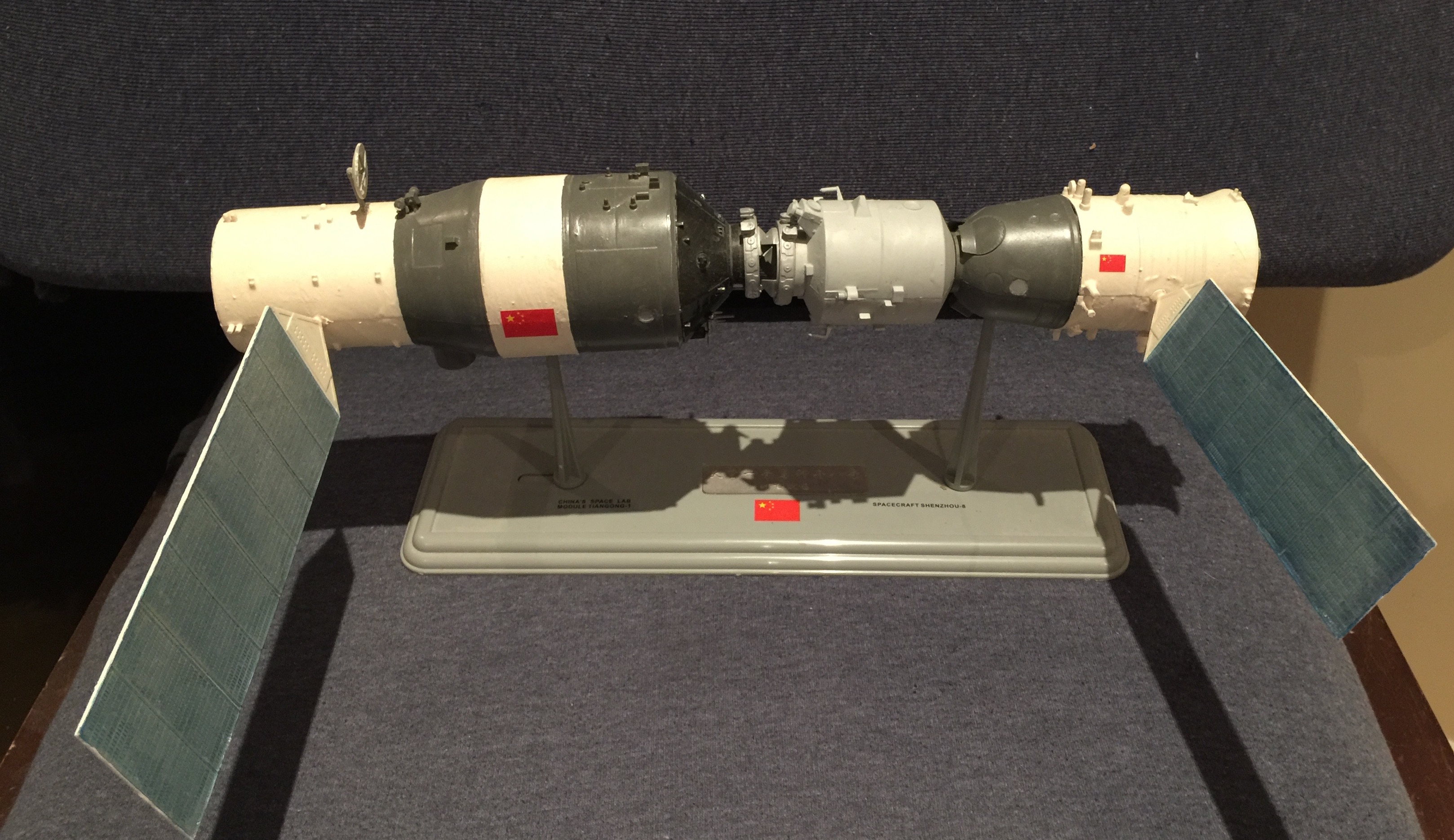
Модель Тяньгун-1.

«Тяньгун-1» створено на основі космічного корабля «Шеньчжоу», але вона істотно від нього відрізняється. Її службовий модуль, оснащений сонячними батареями, буде коротшим, ніж у кораблів серії «Шеньчжоу». На місці спускного апарата і побутового відсіку (орбітального модуля) встановлено лабораторний модуль, діаметром до 3,35 м (більший, ніж у кораблів). У передній частині модуля встановлено андрогінно-периферійний агрегат стикування типу АПАС-89 (аналогічний до встановлених на модулі «Кристал» «станції Мир»). Загальна маса «Тяньгуна-1» складатиме близько 8,5 тонн.
- Маса — близько 8,5 тонн;
- Довжина — 10,4 метра;
- Ширина — 3,35 метра;
- Житловий обсяг станції — 15 кубометрів.

## Основні завдання
Першочерговими завданнями «Тяньгуна-1» є відпрацювання процесу стиковки з кораблями серії «Шеньчжоу», забезпечення нормальної життєдіяльності, праці та безпеки космонавтів у період короткочасного перебування на борту, експерименти в галузі космічної медицини, у сфері використання космічного простору, а також випробування технічного обладнання космічної станції. Самому модулю відводиться роль лабораторії і житлового відсіку для дослідників.
За задумом китайських конструкторів «Тяньгун-1» прослужить у космосі протягом двох років. Модуль здатен забезпечувати життєдіяльність 3 космонавтів протягом 20 діб. Термін його перебування на орбіті складе 2 роки, більшу частину цього часу модуль працюватиме в безпілотному режимі.
У планах є також розробка станції Тяньгун-2.

## Запуск
Спочатку запуск станції було заплановано на кінець 2010.
Однак, на початку березня 2010 з'явилася інформація, що запуск перенесено на перше півріччя 2011, а в лютому 2011 міністерство оборони КНР повідомило, що запуск перенесено на друге півріччя 2011. Точні причини затримки не названо, проте повідомлено, що вона має технічний характер (за повідомленнями ЗМІ, затримки виникли через труднощі з системами життєзабезпечення і дозаправки паливом).
Запуск відбувся 29 вересня 2011 о 16:16, (13:16 GMT), за допомогою модернізованої ракети-носія «Великий похід» (CZ-2F/G) з китайського космодрому Цзюцюань (Jiuquan Satellite Launch Center), розташованого на краю Бадан-Цзілінської пустелі в низовині річки Хайхе в провінції Ганьсу.
У порівнянні з початковим варіантом, застосованим для виведення на орбіту семи кораблів «Шеньчжоу», модель ракети зазнала 170 технологічних змін, зокрема 38 значних. Найпомітнішою зовнішньою відмінністю став новий головний обтікач діаметром 4,2 м і довжиною близько 12 м. Для безпілотного «Тяньгуна» не потрібна система аварійного порятунку, тому відсутній її рушій. Носова частина обтікача стала овальною.
Модуль «Тяньгун-1» успішно відокремився від другого ступеня ракети-носія «Чанчжен-2F» на висоті 200 кілометрів через дев'ять хвилин після старту о 21:25:45.657 за пекінським часом.

## Політ
У результаті двох коригувань орбіти модуль успішно вийшов на орбіту тестування на висоті близько 362 кілометрів над земною поверхнею, всі випробування проходять успішно.
До 18:00 (за пекінським часом) 6 жовтня 2011 р. «Тяньгун-1» здійснив 109 орбітальних витків. Під контролем Пекінського центру управління космічними польотами велися роботи по орбітальному випробуванню дистанційного керування, контрольних перемикачів, аудіовізуального устаткування, температури і вологості всередині модуля, стикувального устаткування.
Після завершення запуску «Тяньгун-1» Цзюцюанській космодром негайно приступив до підготовки до запуску корабля «Шеньчжоу-8», тестування його систем в остаточній збірці.
У кінці березня 2016 року «Тяньгун-1» повністю припинив функціонувати, провівши на орбіті в цілому 1630 днів і перевищивши проектний термін служби модуля на два з половиною роки. У вересні 2016 року китайські фахівці заявили, що її падіння на Землю очікується в першій половині 2017 року. Час і район падіння розрахувати було неможливо, проте припускали, що більша частина конструкцій згорить у верхніх шарах атмосфери.
У жовтні 2017 р. повідомлено, що станція Тяньгун-1 зійшла з орбіти і падає на Землю. Європейське космічне агентство (ЕКА) у своєму прогнозі  розрахувало приблизний час падіння – з 25 березня по 17 квітня 2018 року. Повідомлялося, що падіння не несе загрозу для людей.
02 квітня 2018 о 3:15 за Києвом китайська орбітальна станція «Тяньгун-1» увійшла в шари атмосфери над центральними і південними районами Тихого океану. Велика частина уламків станції згоріла в атмосфері. За ситуацією спостерігало, зокрема, Європейське космічне агентство (ESA).

## Запуски до «Тяньгун-1»

### Шеньчжоу-8
Перший кораблем, який було запущено до «Тяньгун-1», був «Шеньчжоу-8». З метою підготовки до його запуску, команда судна «Юаньван», що знаходилася далеко від берегів Китаю, здійснювала контроль першого стикування. Пекінський центр управління космічними польотами та Сіанській центр контролю супутників відслідковували кожен виток «Тяньгун-1» забезпечували нормальний політ і безпечну роботу модуля. Науково-дослідний персонал Академії наук, Космічної науково-технічної корпорації, Космічної науково-промислової корпорації і Електронної науково-технічної корпорації відстежували і контролювали політ «Тяньгун-1», здійснювали перевірку та тестування всього польотного обладнання. 2 листопада 2011 відбулось стикування станції «Тяньгун-1» та безпілотного корабля «Шеньчжоу-8». 14 листопада 2011 року «Шеньчжоу-8» успішно здійснив розстикування і повторну стиковку з космічним лабораторним модулем «Тяньгун-1» після 12-денного польоту в зістикованому стані. Процес пройшов успішно, повідомили в Пекінському центрі управління космічними польотами. 17 листопада 2011 року спускний апарат «Шеньчжоу-8» повернувся на Землю.

### Шеньчжоу-9
«Шеньчжоу-9» — четвертий пілотований космічний корабель КНР. Продовжено формування пілотованого комплексу і здійснено доставку і повернення вантажів для космічної станції «Тяньгун-1». Запущений 16 червня 2012 року та повернувся на Землю 29 червня 2012 року. Екіпаж корабля складався з трьох осіб.

### Шеньчжоу-10
«Шеньчжоу-10» — п'ятий пілотований космічний корабель серії «Шеньчжоу». Запущений 11 червня 2013 року. Екіпаж корабля складався з трьох осіб. У ході польоту здійснено стикування з космічною станцією «Тяньгун-1». Повернення корабля з екіпажем на Землю відбулося 26 червня 2013 року.